# Quilish
Quilish, también conocido como el cerro Quilish, es una montaña en Perú que alcanza una altitud de 3572 metros. Se encuentra ubicada en el departamento de Cajamarca. De trata de un ecosistema frágil que incluye microcuencas que suministran agua a los ríos Grande, Porcón y Quilish, las cuales son los principales proveedores de agua potable para la población de la ciudad de Cajamarca.

## Ubicación
Quilish se encuentra en la Cordillera de los Andes del norte del Perú, específicamente en el distrito, provincia y departamento de Cajamarca.

## Importancia ecológica
La montaña Quilish es una importante fuente de agua para la región, ya que sus lagunas y ríos alimentan varios sistemas hidrográficos. También es considerada una zona con biodiversidad y hábitat para diversas especies de flora y fauna.
Este sitio es importante porque allí nacen los ríos Grande y Porcón, que al juntarse, forman el río Mashcón. El agua de estos ríos es utilizada para abastecer a la planta de tratamiento de agua potable de El Milagro, la cual provee el 70% del agua a la población urbana de Cajamarca. Además, más de 9000 campesinos que viven en distintas comunidades cercanas a Quilish consumen el agua que proviene de estos ríos y del manantial ubicado en la zona. 
También tiene tres cascadas más grandes que las de Llacanora, que son muy apreciadas y visitadas por los lugareños, tienen su origen en el cerro Quilish y su caudal de agua se mantiene. Lo que ha llevado a considerarlo como un "colchón hídrico", una "esponja llena de agua", según el biólogo Nilton Deza.

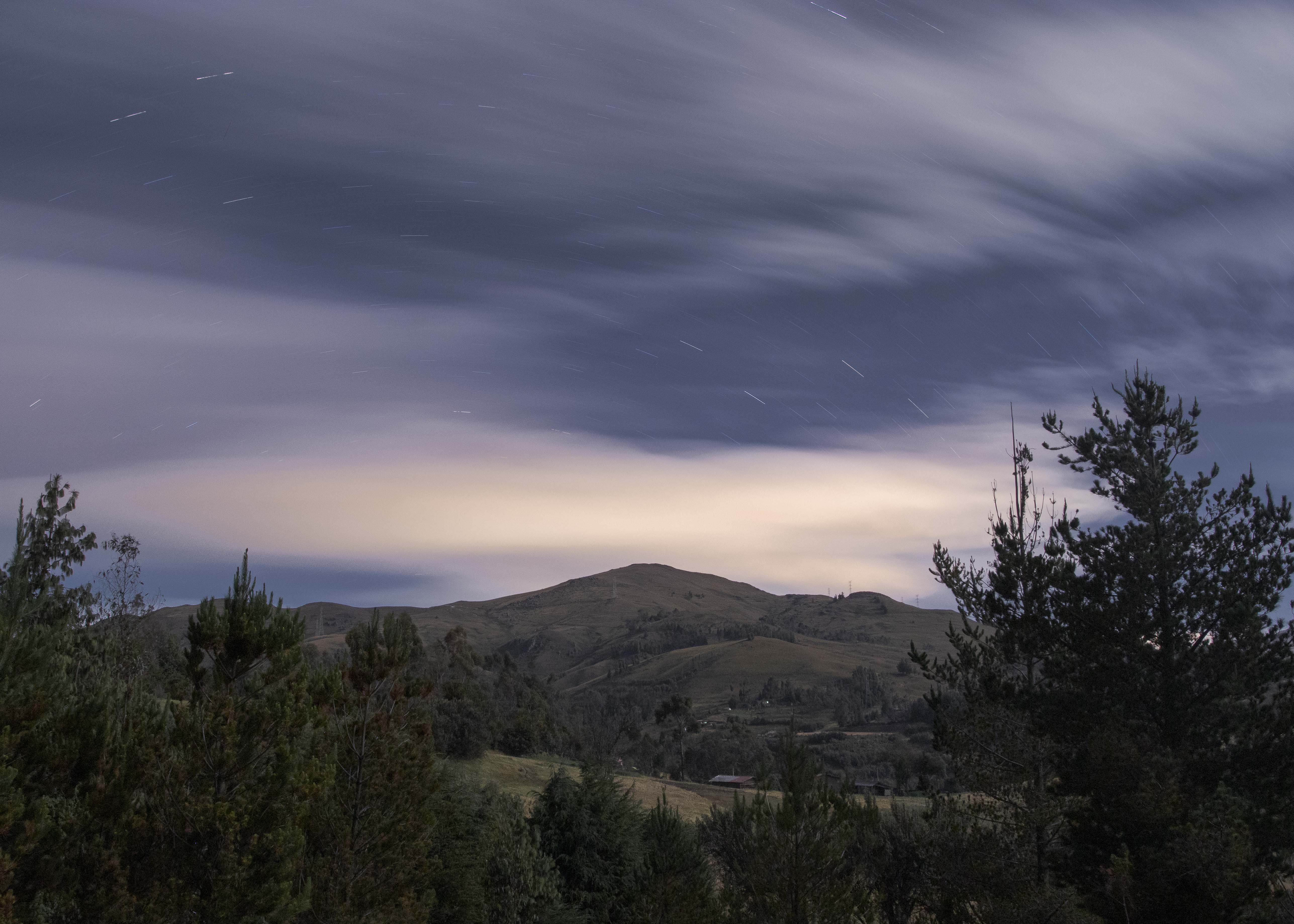
Cerro Quilish visto de Chilimpampa Baja, Porcón.

## Importancia cultural
Para las poblaciones indígenas de la zona, la montaña tiene un gran valor espiritual y cultural. Para ellos es un lugar sagrado que representa la fertilidad y la vida. Para Marco Arana y muchos otros que defendían el cerro Quilish, simplemente porque era un Apu, lo cual, según otros, resultaba inaceptable.
Los campesinos de las comunidades de Porcón Alto y Porcón Bajo, Agustín Zambrano y Grimaldo Chilón, relatan que les habían contado que “había una pileta de oro de la cual brotaban dos corrientes de agua, una que va para el cerro Negro y otra para Cajamarca pueblo, el agua era cristalina y pura, muy rica para beber”.

## Conflicto medioambiental
Se pueden identificar tres conflictos medioambientales. El primero ocurrió en los años 1993-1994 cuando la Minera Yanacocha adquirió tierras en el cerro Quilish. Este conflicto se limita a una zona geográfica específica e involucra a un número determinado de campesinos propietarios. Debido a estas características, el manejo y la resolución del conflicto resultaron relativamente sencillos de lograr.
La siguiente expresión de la disputa comenzó en 1993 cuando ocurrió un derrame de sustancias tóxicas en las instalaciones de exploración ubicadas en el cerro. Desde entonces, no se ha logrado resolver la cuestión relacionada con la contaminación del agua. Los campesinos han presentado constantemente denuncias por la contaminación de los ríos y canales de irrigación. Pero este problema se ha sobrepasado más allá de los límites de la zona y ahora está impactando en la gente de Cajamarca. Es por ello que este conflicto es especialmente complejo, ya que no solo implica a la población rural de Cajamarca, sino también a la sociedad citadina de la región. Esto es especialmente preocupante debido a que las minas se encuentran en la parte superior del área de drenaje que suministra agua a la ciudad.

### Tercer conflicto
El informe titulado "Términos de Referencia para crear una Zona de Reserva Municipal Protegida" concluyó que la región del cerro Quilish era de gran importancia como reserva de agua, gracias a la existencia de pastos de alta montaña en la zona. Estos pastos desempeñan un papel crucial al amortiguar y retener el agua, facilitando su infiltración. Además, se encontraron las fuentes de los ríos Grande y Porcón en esta zona. Sin embargo, si la extracción de recursos de los depósitos minerales La Quinua y Cerro Quilish-Cerro Negro se realiza, inevitablemente se vería afectada tanto la cantidad como la calidad del agua de los ríos.
En el año 2000, durante la gestión del Alcalde Jorge Hoyos Rubio, se emitió la Ordenanza municipal N.º 012-2000-CMPC. Esta ordenanza declaró al cerro Quilish como una "Zona Reservada Protegida Municipal" y también brindó protección a las regiones pequeñas de los ríos Quilish, Porcón y Grande.
La Minera Yanacocha no estuvo de acuerdo con esta restricción a sus inversiones y presentó varios recursos legales que fueron rechazados. Sin embargo, la minera decidió apelar la Ordenanza ante el Tribunal Constitucional, en última instancia, el 7 de abril de 2003 fue dictaminada una sentencia que le concedió la autorización para investigar y aprovechar la zona, siempre y cuando se realice una evaluación de impacto ambiental.
En el último trimestre de 2003, se publicó el reporte conclusivo de la evaluación ambiental llevada a cabo por INGETEC, el cual contenía 278 recomendaciones dirigidas a Minera Yanacocha. En dicho informe se señalaban las deficiencias en su manejo de la gestión ambiental.
En una investigación realizada por "Stratus Consulting" en el 2002, se encontró que la microcuenca de Porcón estaba experimentando problemas significativos en la calidad del agua, lo cual podría tener consecuencias graves para el ecosistema. Según el estudio, en ciertas áreas, el agua disponible ha desaparecido por completo.
La decisión del Tribunal Constitucional en abril de 2003, que benefició a Yanacocha, llevó a que en julio de 2004, a través del Ministerio de Energía y Minas, se emitiera la Resolución Directoral n.º 361-2004-MEM/AAM, que autorizó la reanudación de las exploraciones en "Quilish, Cuenca Porcón y Yanacocha Sur".
La reacciones de las manifestaciones en la región de Cajamarca en septiembre de 2004 fue una de las más contundentes y nutridas en décadas. El clímax ocurrió el 15 de septiembre en la Plaza de Armas de Cajamarca, después de varios días de movilizaciones pacíficas con una gran participación de personas y sin reportes de daños personales o a la propiedad. Sin embargo, también hubo conflictos entre la policía y los habitantes de las áreas periféricas. Ese día, aproximadamente 60 a 70 mil personas de diferentes sectores se reunieron para pedir que protejan el cerro Quilish. Debido a la presión ejercida, las demandas de la gente tuvieron éxito y se emitió la Resolución n.º 427-2004-MEM/AAM, para que la Minera Yanacocha no pudiera seguir realizando las actividades de búsqueda.
Sin embargo, la tranquilidad se ha vio perturbada el junio de 2011 debido a lo dicho por el vicepresidente de operaciones de Newmont, Carlos Santa Cruz Bendezú, durante el Investor Day celebrado en Nueva York. En sus declaraciones, mencionó que consideraban iniciar operaciones en cerro Quilish alrededor del año 2016. 
Es relevante señalar que existe un gran depósito de oro aún no explorado y que se posiciona como uno de los más grandes a nivel global. No obstante, para alcanzar el éxito de su desarrollo, se requiere la aprobación tanto de las autoridades como de la comunidad local. Es por ello, que es importante destacar la respuesta de las figuras más importantes de la comunidad de Cajamarca, ya sea inmediata o tardía, fue amplia y abarcadora. Desde la Municipalidad Provincial, el Gobierno Regional, las ONG e incluso la Universidad Nacional de Cajamarca, todos han mostrado su involucramiento y compromiso en este asunto.